# Johannes Riepenhausen
Pour les articles homonymes, voir Riepenhausen.
Johannes Riepenhausen est un peintre allemand né en 1787 à Göttingen (Brunswick-Lunebourg), mort le 11 septembre 1860 à Rome (États pontificaux).

## Biographie
Il est le fils de Ernst Ludwig Riepenhausen et le frère de Franz Riepenhausen. Son frère Franz et lui sont initiés par leur père, lui-même graveur. Les deux frères travaillent dans le même atelier et la part qui revient à chacun est peu discernable. En 1800 et 1801 ils étudient à l'académie de Cassel et sont de retour à Göttingen en 1803. Ils illustrent Homère puis s'orientent vers des peintures et des gravures religieuses,. Ils font un voyage en Italie et particulièrement à Rome et à Florence. Ils publient en 1833 les scènes de la vie de Raphaël.

## Œuvres
- Le duc Éric[3] de Calenberg sauve la vie de l'empereur Maximilien lors de la bataille de Ratisbonne, huile sur toile, 106 par 173. Cette œuvre est passée en vente chez Sotheby's au château de Marienburg le 2 octobre 2005, n° 1810 du catalogue, adjugée 19 360 €.

- Le duc Éric de Calenberg demande à l'empereur Maximilien la grâce des prisonniers de Kufstein, huile sur toile, 2,42 par 3,66 m, signée et datée 1837. Cette œuvre cataloguée sous le n° 1811 de la vente du 2 octobre 2005, fut adjugée 33 880 €. Ce tableau fut préparé par un dessin, conservé de nos jours au musée de Brunswick le Herzog Anton Ulrich Museum.

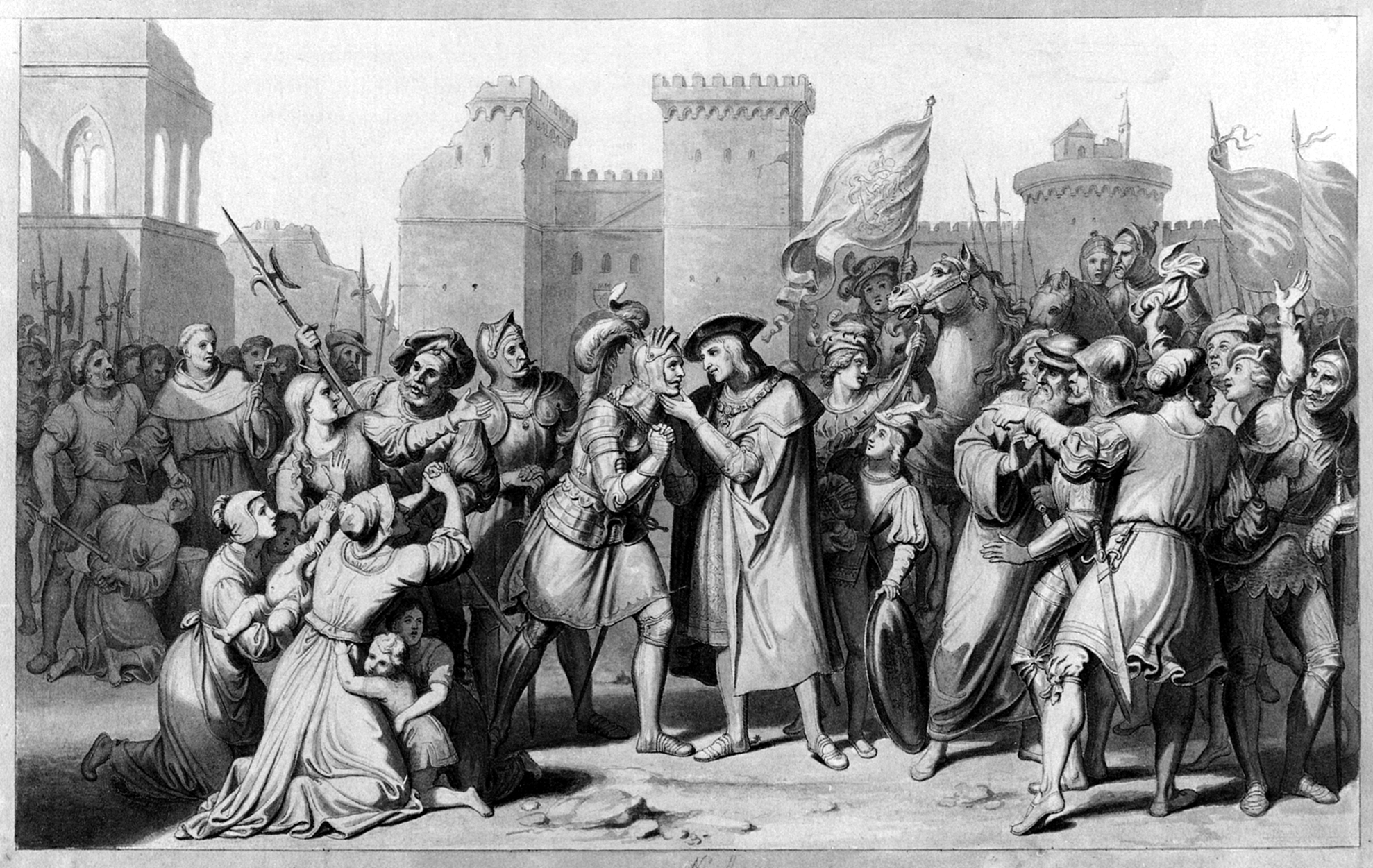
Dessin du musée de Brunswick

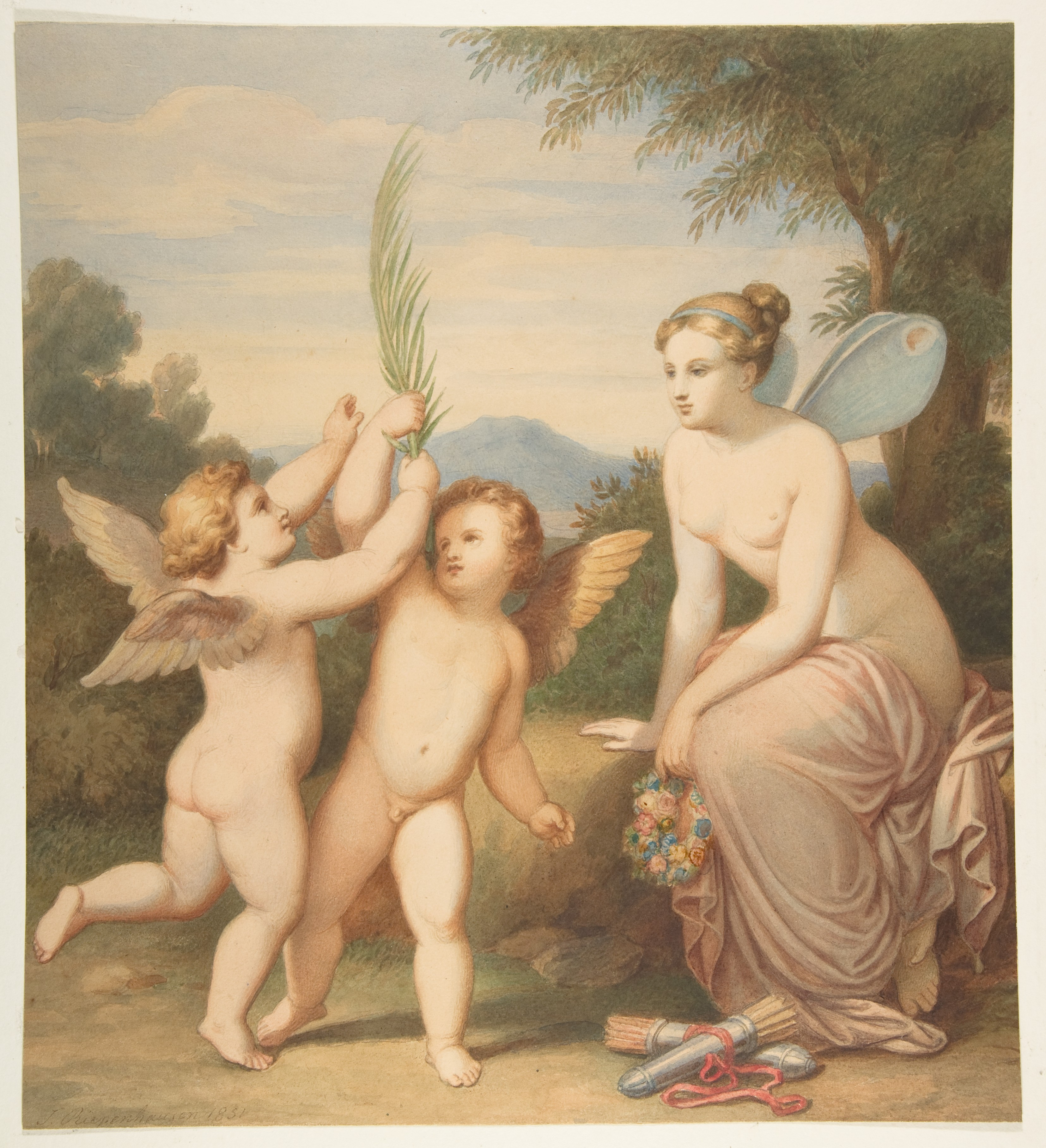
Eros et Anteros avec Psyche, Metropolitan Museum of Art
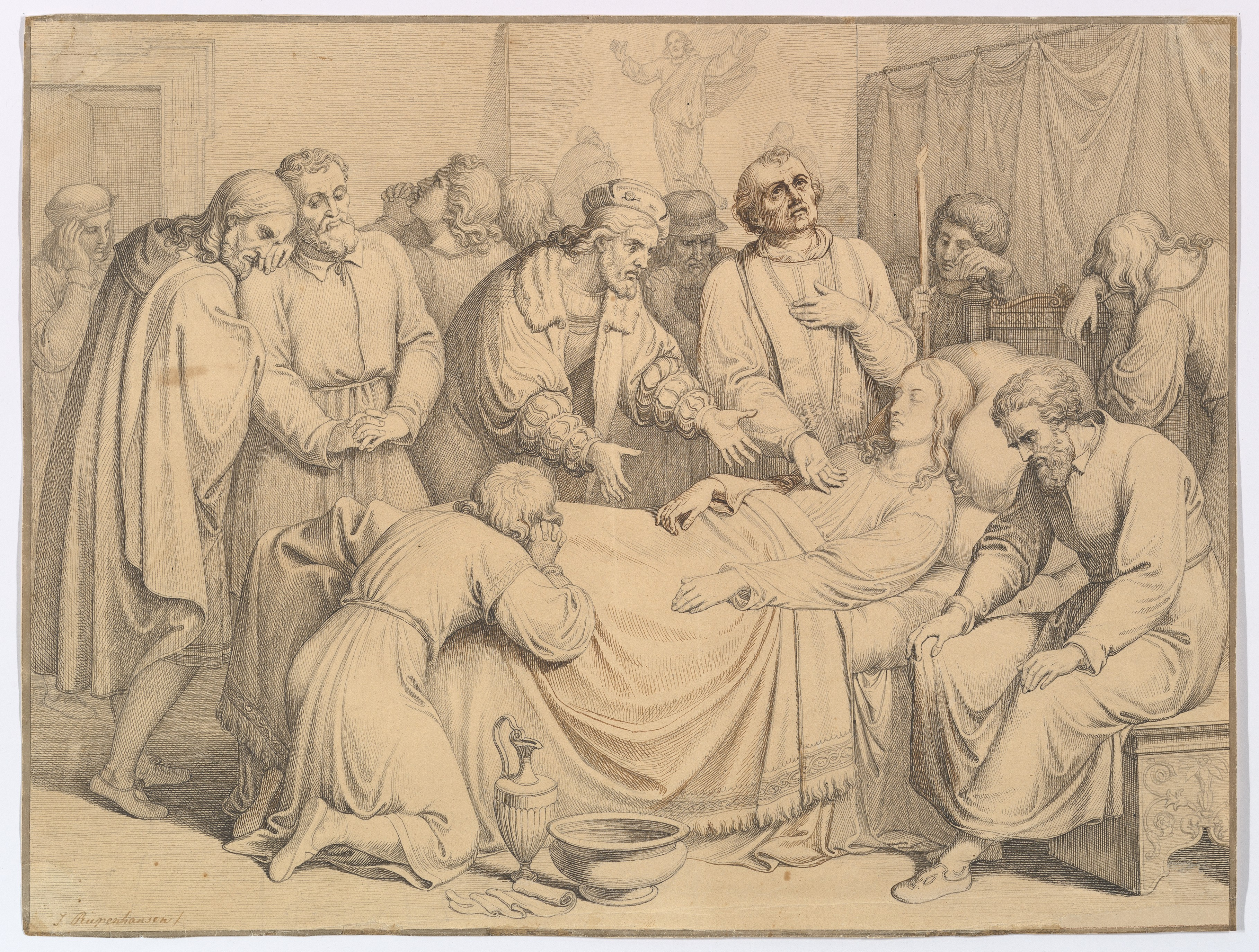
La mort de Raphaël
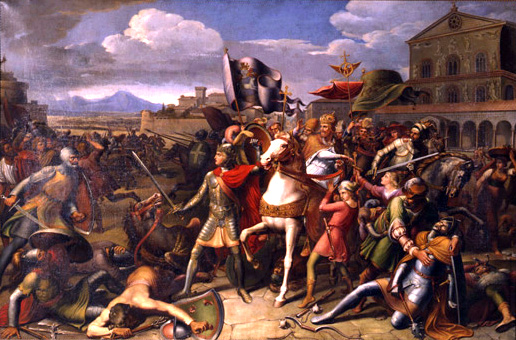
Federico Barbarroja 1825